# Roziers-Saint-Georges
Roziers-Saint-Georges este o comună în departamentul Haute-Vienne din centrul Franței. În 2009 avea o populație de 190 de locuitori.

## Evoluția populației
| An        | 1975 | 1982 | 1990 | 1999 | 2006 | 2009 |
| --------- | ---- | ---- | ---- | ---- | ---- | ---- |
| Populație | 200  | 167  | 147  | 153  | 194  | 190  |